# Robert Shea
Robert Joseph Shea, född 14 februari 1933 i New York i New York, död 10 mars 1994 i Oak Lawn i Illinois, var en amerikansk författare och journalist, mest känd för Illuminatus! som han skrev tillsammans med Robert Anton Wilson. Shea har skrivit flera romaner baserade på exotiska historiska miljöer, bl.a. Shike (1981), All Things Are Lights (1986) och The Saracen (1989).
Shea var under flera år redaktör för den anarkistiska tidskriften (zine) No Governor.